# Сали Верчелезе
Сали Верчелезе (итал. Sali Vercellese) је насеље у Италији у округу Верчели, региону Пијемонт.
Према процени из 2011. у насељу је живело 107 становника. Насеље се налази на надморској висини од 144 м.

## Становништво
Према резултатима пописа становништва 2011. у општини је живело 114 становника.
| 1931. | 1936. | 1951. | 1961. | 1971. | 1981. | 1991. | 2001. | 2011. |
| ----- | ----- | ----- | ----- | ----- | ----- | ----- | ----- | ----- |
| 536   | 497   | 494   | 366   | 235   | 202   | 174   | 131   | 114   |